# Макаракиза, Андре
Андре Макаракиза (рунди André Makarakiza M.Afr., 30 июня 1919 года — 17 августа 2004 года, Гитега, Бурунди) — католический прелат, первый епископ Нгози с 21 августа 1961 года по 5 сентября 1958 год, архиепископ Гитеги с 5 сентября 1968 года по 6 ноября 1982 год, член монашеской организации «Миссионеры Африки».

## Биография
16 августа 1951 года Андре Макаракиза был рукоположён в священника в монашеской конгрегации «Миссионеры Африки».
21 августа 1961 года Римский папа Иоанн XXIII назначил Андре Макаракизу епископом Нгози. 8 декабря 1961 года состоялось рукоположение Андре Макаракизы в епископа, которое совершил епископ Бурури Жозе Мартен в сослужении с епископом Ньюндо Алоизом Бигирумвами и епископом Усумбуры Мишелем Нтуяхагой.
Участвовал в работе I, II, III и IV сессий Второго Ватиканского собора.
5 сентября 1968 года Римский папа Павел VI назначил Андре Макаракизу архиепископом Гитеги.
6 ноября 1982 года подал в отставку. Скончался 17 августа 2004 года.